# Lelêu
Claudionor Souza de Jesus, meglio noto come Lelêu (Rio de Janeiro, 5 marzo 1993), è un calciatore brasiliano, centrocampista dell'Audax Rio.

## Carriera
Ha giocato nella seconda divisione brasiliana e nella prima divisione dei campionati brasiliano e giapponese.

## Statistiche

### Presenze e reti nei club
Statistiche aggiornate al 16 settembre 2021.
| Stagione                | Squadra                 | Campionato              | Campionato | Campionato | Coppe nazionali | Coppe nazionali | Coppe nazionali | Coppe continentali | Coppe continentali | Coppe continentali | Altre coppe | Altre coppe | Altre coppe | Totale | Totale |
| Stagione                | Squadra                 | Comp                    | Pres       | Reti       | Comp            | Pres            | Reti            | Comp               | Pres               | Reti               | Comp        | Pres        | Reti        | Pres   | Reti   |
| ----------------------- | ----------------------- | ----------------------- | ---------- | ---------- | --------------- | --------------- | --------------- | ------------------ | ------------------ | ------------------ | ----------- | ----------- | ----------- | ------ | ------ |
| 2011                    | Atlético Mineiro        | M1/MG                   | 3          | 0          | CB              | 1               | 0               |                    | -                  | -                  |             | -           | -           | 4      | 0      |
| 2012                    | Atlético Mineiro        | M1/MG+A                 | 1+1        | 0          |                 | -               | -               |                    | -                  | -                  |             | -           | -           | 2      | 0      |
| 2013                    | Atlético Mineiro        | M1/MG+A                 | 2+6        | 0+1        |                 | -               | -               |                    | -                  | -                  |             | -           | -           | 8      | 1      |
| 2014                    | Atlético Mineiro        | M1/MG                   | 1          | 0          |                 | -               | -               |                    | -                  | -                  |             | -           | -           | 1      | 0      |
| Totale Atlético Mineiro | Totale Atlético Mineiro | Totale Atlético Mineiro | 11         | 1          |                 | -               | -               |                    | -                  | -                  |             | -           | -           | 11     | 1      |
| 2014                    | Náutico                 | A1/PE+B                 | 3+16       | 0+1        | CB              | 3               | 0               |                    | -                  | -                  |             | -           | -           | 22     | 1      |
| 2015                    | Madureira               | C                       | 5          | 0          |                 | -               | -               |                    | -                  | -                  |             | -           | -           | 5      | 0      |
| 2016                    | Boa Esporte             | C                       | 4          | 0          |                 | -               | -               |                    | -                  | -                  |             | -           | -           | 4      | 0      |
| 2017                    | Boa Esporte             | B                       | 0          | 0          | CB              | 2               | 1               |                    | -                  | -                  |             | -           | -           | 2      | 1      |
| 2019                    | Shonan Bellmare         | J1                      | 2          | 0          | CdL             | 3               | 2               |                    | -                  | -                  |             | -           | -           | 5      | 2      |
| 2019                    | Mito HollyHock          | J2                      | 2          | 0          | CG              | 1               | 0               |                    | -                  | -                  |             | -           | -           | 3      | 0      |
| 2020                    | Gifu                    | J3                      | 11         | 1          |                 | -               | -               |                    | -                  | -                  |             | -           | -           | 11     | 1      |
| 2021                    | Gifu                    | J3                      | 5          | 0          | CG              | 1               | 0               |                    | -                  | -                  |             | -           | -           | 6      | 0      |
| Totale Gifu             | Totale Gifu             | Totale Gifu             | 16         | 1          |                 | 1               | 0               |                    | -                  | -                  |             | -           | -           | 17     | 1      |
| Totale carriera         | Totale carriera         | Totale carriera         | 62         | 3          |                 | 11              | 3               |                    | -                  | -                  |             | -           | -           | 73     | 6      |

## Palmarès

### Club

#### Competizioni statali
- Campionato Mineiro: 2

Atlético Mineiro: 2012, 2013

#### Competizioni nazionali
- Campeonato Brasileiro Série C: 1

Boa Esporte: 2016